# Most
För andra betydelser, se Most (olika betydelser).
Most (tyska: Brüx, latin: Pons) är en stad i Tjeckien, belägen i regionen Ústí nad Labem. Staden har 67 002 invånare (2016).
1939 började Reichswerke Hermann Göring bygga en anläggning för framställning av syntetisk bensin genom direkt förvätskning av brunkol i Bergiusprocessen utanför byn Maltheuern nordväst om Brüx, det första spadtaget togs av Gauleiter Konrad Henlein den 5 maj 1939. I mitten av 1939 bildades Sudetenländische Treibstoffwerke AG som driftsbolag för anläggningen med säte i Brüx. Den 15 december 1942 levererades den första syntetiska bensinen från anläggningen och i början av 1943 började man leverera diesel. Under 1943 arbetade 29 881 personer på anläggningen till största del tvångsarbetare i olika former. Upp till 70 olika läger försåg anläggningen med arbetskraft i olika perioder. Krigsfångelägret Stalag IV-C hade ett arbetskommando på 8000 fångar stationerat för byggnadsarbeten på anläggningen. Ett underläger till koncentrationslägret Flossenbürg med 1000 fångar bidrog med tvångsarbete. De första flyganfallen började den 12 maj 1944 som en del av oljekampanjen. Den 16 januari 1945 förstördes 70 % av fabriken i en nattlig räd av brittiska bombplan. Ett återupptagande av produktionen förhindrades av ytterligare tre bombardemang.